# Ptòlic de Corcira
Ptòlic (en grec antic: Πτόλιχος, llatí: Ptolichus fou un escultor de l'antiga Grècia deixeble de Críties d'Atenes i nascut a l'illa de Corcira.
Pausànies no esmenta cap escultura concreta d'aquest artista, però diu que va pertànyer a una nissaga de mestres i deixebles escultors, entre els quals Críties, Ptòlic, Amfió de Cnossos, Pisó de Calàuria i Damòcrit de Sició. Com que l'època de Críties va ser a l'Olimpíada 75, és a dir, cap a l'any 477 aC, es calcula que Ptòlic va florir a l'Olimpíada 83, cap al 448 aC i, per tant, era contemporani de Fídies.